# Olivetta
Il torrente Olivetta è un corso d'acqua del medio-basso Appennino bolognese, uno dei principali tributari del torrente Lavino.

## Percorso
Le sorgenti dell'Olivetta sono situate nei pressi di Medelana (Marzabotto)alle pendici di un gruppo di montagne delimitate dal monte Bonsara (656 m) a nord, e dal poggio Castellarso (696 m) a sud; da questa piccola catena di monti nascono anche, dal versante opposto, numerosi ruscelli che alimentano l'ancora piccolo torrente Lavino.
L'Olivetta ha una direzione orientata principalmente verso nord, ed è costeggiato per la seconda metà del proprio corso dalla strada provinciale n.74 Mongardino. Giunto nella valle del Lavino, nei pressi di Calderino, si versa nel Lavino, rappresentando l'ultimo suo affluente di destra; l'Olivetta ha un percorso lungo circa 11 km e attraversa due comuni, Marzabotto, dove ha le sorgenti nelle vicinanze della frazione Medelana, e Sasso Marconi.

## Noe
1. 1 2 3   Renzo Pacini, La pesca, Sansoni, 1967,  p. 392. URL consultato il 16 marzo 2020.